# Панкеєв Микола Матвійович
Микола Матвійович Панкеєв (рос. Николай Матвеевич Панкеев; 1857—1922) — Олешківський міський голова, член Державної думи 3-го і 4-го скликань від Таврійської губернії.

## Життєпис
Православний. Син купця, особистий дворянин.
Закінчив Одеське комерційне училище (1874) та Ризьке політехнічне училище з сільськогосподарського відділення (1879). Був одним із засновників російської студентської корпорації Borysthenia.
По закінченні інституту один рік займався практикою в маєтку свого батька в Дніпровському повіті Таврійської губернії. Потім здав офіцерський іспит при Михайлівському артилерійському училищі, служив в артилерії і вийшов у відставку в чині поручника. У 1882—1884 роках завідував маєтком батька. Був співвласником парового борошномельного млина в Каховці та лісопильного заводу, володів двома будинками в Таврійській губернії та будинком у Херсоні.
Займався громадською діяльністю. Обирався гласним Дніпровських повітових земських зборів, почесним мировим суддею Дніпровського повіту та гласним Олешківської міської думи. Два триліття був членом Дніпровської повітової земської управи, а 1894—1898 років — олешківським міським головою. Крім того, був мировим суддею 2-ї ділянки Дніпровського повіту (1885—1892), членом повітової училищної ради та приватним повіреним. Дослужився до чину статського радника (1911). Після проголошення Жовтневого маніфесту вступив до Конституційно-демократичної партії.
У 1907 році був обраний членом III Державної думи від 1-го з'їзду міських виборців Таврійської губернії. Був скарбником і секретарем конституційно-демократичної фракції. Був товаришем (заступником) голови комісії про торгівлю і промисловість (з 4-ї сесії) і членом погоджувальної комісії.
У 1912 році переобраний до Державної думи. Був скарбником конституційно-демократичної фракції. Також входив до Прогресивного блоку. Був членом таких комісій: бюджетної, фінансової, з торгівлі та промисловості, розпорядчої та про місцеве самоврядування.
Під час Лютневої революції був скарбником Тимчасового комітету Державної думи. У серпні 1917 року брав участь у Державній нараді в Москві, потім входив до Тимчасової ради Російської республіки, де був товаришем (заступником) голови комісії з розпорядчих справ.
Помер у 1922 році. Похований в Олешках.

## Родина
Його вдова Віра Іванівна (1861—1930) похована там же, до революції була головою Олешківського благодійного товариства. Мав шестеро дітей. Один із них — Михайло (пом. 1954), у Першій світовій війні — підпоручник 8-го Туркестанського стрілецького полку, учасник Білого руху у складі ЗСПР і Російської армії, галліполієць, перебував в еміграції у Франції.
Мав братів Олексія, Єпіфана і Костянтина — також купців, племінника Сергія, відомого як пацієнта Зигмунда Фройда.